# Base industrielle et technologique de défense
Une base industrielle et technologique de défense (BITD) est l’ensemble des industries nationales d'un pays prenant part aux activités de défense ; elle est aussi appelée « industrie de défense » ou « industrie de souveraineté ».

## Description
Le concept de base industrielle et technologique de défense (BITD) est utilisé par les chercheurs, journalistes, responsables et élus politiques,, et officiers s'intéressant à l'économie de la défense, à l'industrie de la défense, à la défense, à la sécurité nationale et internationale ou comparée, et plus généralement en relations internationales.
Au sein de l'Union européenne par exemple, certains États membres comme la France militent pour le renforcement de la BITD de l’union.
Traditionnellement, la BITD d'un pays est divisée en trois groupes d'entreprises :
- ceux qui produisent des équipements stratégiques, à savoir le matériel militaire à proprement parler (systèmes d’armes et équipements létaux) ;
- ceux qui fournissent des produits stratégiques non létaux mais permettant le fonctionnement des équipements de l'armée nationale, comme le carburant ;
- ceux qui fournissent toutes sortes de produits qu’utilisent les armées, comme les médicaments, les vivres.

Par ailleurs, une BITD se caractérise généralement par une dualité de ses activités. On parle de « dualité » dans les industries de défense pour désigner la coexistence entre une production à destination militaire et une autre à destination civile. Cette coexistence est notamment encouragée par les pouvoirs publics. Elle est aussi motivée par la rentabilité économique, car les entreprises peuvent compenser une baisse de l’activité militaire par un rebond de l’activité civile, et vice versa. Sur le plan technologique, elles peuvent profiter des deux productions (civiles et militaires) pour innover, les découvertes réalisées dans le domaine militaire profitant à la recherche pour la production civile et réciproquement.